# Seznam coververzí skladeb Depeche Mode
Následující neúplný seznam obsahuje oficiálně vydané coververze skladeb, jejichž autorem je původně skupina Depeche Mode. Skladby jsou řazeny abecedně a jednotlivé covery následně podle data vydání.

## „A Question of Lust“
- Dune, 1998
- A-ha, 2009
- Oliver Cheatham

## „Behind the Wheel“
- cut.rate.box, 2000[1]
- Pain, 2007
- The Dillinger Escape Plan a Chino Moreno (živě), 2013

## „Black Celebration“
- Monster Magnet, 1998
- Crematory, 2010
- DMK, 2012
- ENRAVOTA, 1998
- Standbrave, 2014

## „Blasphemous Rumors“
- Kobus!, 2005[2]
- Leæther Strip, 2009
- Angelzoom, 2004
- Remode, 2015

## „But Not Tonight“
- Scott Weiland, 2001
- Jimmy Somerville, 2004

## „Clean“
- Converge, 2001
- Fading Colours, 2003

## „Dream On“
- Scala & Kolacny Brothers, 2004
- Scarlet Box, 2005[2]
- Psy'Aviah, 2011
- Hussey-Regan, 2012

## „Enjoy the Silence“
- Matthew Good Band, 1998
- Failure, 1998
- Mike Koglin, 1998
- No Use for a Name, 2001
- Tori Amos, 2001
- Caater, 2002
- Mike Shinoda, 2004 (remix)
- It Dies Today, 2005
- F…etc, 2005[2]
- Lacuna Coil, 2006
- Anberlin, 2006
- Susanna and the Magical Orchestra, 2006
- Texas Lightning, 2006
- Keane, 2007
- HIM
- Entwine
- Evergreen Terrace
- Apoptygma Berzerk
- Breaking Benjamin
- Nada Surf, 2010[3]
- The Brains (hardcoreová a psychobilly skupina), 2010, album Undead Nation
- Susan Boyle, 2011
- Hussey-Regan, 2011
- Xerosun, 2011
- Rover, 2012
- DMK, 2012
- Axis Evil, 2016[4]
- Ki:Theory[5]
- Carla Bruni, 2017

## „Everything Counts“
- Meat Beat Manifesto, 1998
- In Flames, 1997
- Soil & Eclipse, 2005
- Unter Null, 2011
- DMK, 2011

## „Fly on the Windscreen“
- God Lives Underwater, 1998

## „Freelove“
- Sandra, 2002

## „Here is the House“
- Bluvertigo, 1995
- Andain
- The Echoing Green

## „Ice Machine“
- Röyksopp, 2012

## „In Your Room“
- Zeraphine, 2003
- Ayria, 2009

## „I Feel You“
- Vader, 1996
- Apollo Four Forty, 1998
- Catupecu Machu, 2000
- The Narrow, 2005[6]
- Placebo, 1999
- Samael, 2005
- Collide, 2009
- Johnny Marr, 2015[7]

## „It's No Good“
- Chevelle, 2003
- N8ive, 2005[6]
- The Dreaming, 2011
- Messiah's Kiss, 2015

## „I Want It All“
- I:Scintilla, 2009

## „John the Revelator“
- Komor Kommando feat. Jean-Luc De Meyer, 2009

## „Judas“
- Tricky, 1996
- Charlotte Martin, 2010

## „Just Can't Get Enough“
- Charly Lownoise & Mental Theo, 1997
- Erasure, 1997
- Nouvelle Vague, 2004
- Hog Hoggidy Hog, 2005[6]
- Mika, 2008 (živě během turné)
- The Saturdays, 2009
- DMK, 2013

## „Little 15“
- Between the Buried and Me, 2006
- God Module, 2004

## „Master and Servant“
- Locust, 1998
- Nouvelle Vague, 2009
- Krystal System, 2009

## „Monument“
- GusGus, 1998

## „Never Let Me Down Again“
- Simbolo, 1993
- The Smashing Pumpkins, 1994
- Rikk Agnew, 1990
- Farmer Boys, 1995[8]
- The Mission, 2002
- Berlin, 2005
- The Slashdogs, 2005[2]
- Uberbyte, 2006
- Tre Lux, 2006

## „New Life“
- Marsheaux

## „One Caress“
- Leaves' Eyes, 2013

## „People Are People“
- Atrocity
- Stone The Crow, 2002
- A Perfect Circle, 2004
- RuPaul, 2004
- Dope, 2005
- Code of Ethics, 2008
- Scam Luiz, 1993
- Massive Inc feat. Toca

## „Personal Jesus“
- Lollipop Lust Kill, 2002
- Gravity Kills, 2002
- Johnny Cash, 2003
- Marilyn Manson, 2004
- Jerry Williams, 2004[9]
- Nina Hagen, 2010[10]
- Placebo
- Tori Amos
- John Lord Fonda, 2005[11]
- Shaka Ponk,2011
- Sammy Hagar, 2013
- KO KO MO, 2017

## „Photographic“
- Freezepop, 2005
- Zeromancer, 2009
- Pouppée Fabrikk,1991
- Darkmen, 2007
- Fragrance., 2016

## „Policy of Truth“
- Terry Hoax, 1992
- Dishwalla, 1998
- 16 Stitch, 2006
- Trapt, 2012
- Rublood, 2013[12]

## „A Question of Time“
- Good courage, 1991
- Kant Kino, 2009
- Clan of Xymox, 2012
- Agent Side Grinder, 2016

## „Rush“
- Coil, 1994

## „Sacred“
- Moonspell, 1997

## „Shake the Disease“
- Hooverphonic, 1998
- Monta (Tobias Kuhn), 2003[13]
- Fokofpolisiekar, 2005[2]
- DMK, 2010

## „Shame“
- Self, 1998
- Battery, 1995

## „Somebody“
- Dune, 1997
- JS Zettel, 2013
- Scala & Kolacny Brothers, 2004
- The Parlotones, 2005[2]
- Veruca Salt, 1998

## „Strangelove“
- Northern Kings, 2008
- Bat For Lashes, 2011
- DMK, 2011
- Friendly Fires, 2012
- Rhiannon Mair, 2013

## „Stripped“
- My Brilliant Beast
- Rammstein, 1998 (více verzí vč. mixů Charlieho Clousera, viz Stripped (Rammstein))
- Shiny Toy Guns
- Scooter
- Kent
- In Strict Confidence
- Longview
- Mesmer's Eyes, 2009
- Psy'aviah, 2009
- Drist
- Duncan Sheik
- Moni B
- Maria Papadopoulu
- Etage Neun

## „Sweetest Perfection“
- Deftones

## „The Sun And The Rainfall“
- The Merry Thoughts, 1996
- Fireside (hudební skupina), 1997

## „The Things You Said“
- Arsis, 2006
- Angelzoom, 2010

## „To Have And To Hold“
- Deftones, 1998
- The Ruins of Beverast, 2011

## „Waiting for the Night“
- Rabbit in the Moon, 1998
- Wickhead, 2005
- Ghost, 2013

## „Walking in My Shoes“
- Finger Eleven, 2000

## „When the Body Speaks“
- Hussey-Regan, 2012

## „World in My Eyes“
- The Cure, 1998
- Sonata Arctica, 2004
- Running with Scissors, 2005[2]

## „Wrong“
- Another Two Steps, 2014